# Abdel Rahman Badawi
Abdel Rahman Badawi (in arabo عبد الرحمن بدوي‎?; 17 febbraio 1917 – 25 luglio 2002) è stato un filosofo, poeta e professore di filosofia egiziano che aderì all'Esistenzialismo.
È stato definito il "maestro più importante dell'esistenzialismo arabo". Pubblicò più di 150 opere, principalmente traduzioni di manoscritti filosofici arabi.

## Biografia
Nato in una famiglia facoltosa nel villaggio di Sharabass, a 95 miglia dal Cairo, Badawi fu educato alla scuola al-Saidiya del Cairo. Nel 1938 si laureò con il massimo dei voti in filosofia presso l'università della capitale e completò la sua tesi di dottorato con la supervisione di Alexandre Koyré.
Dal 1950 al 1956 insegnò all'Università di 'Ayn Shams. In qualità di membro della commissione costituente egiziana, nel 1954 si scontrò con Nasser, che la sciolse due anni più tardi. Dal 1956 al 1958 lavorò come promotore del settore culturale nella Confederazione Elvetica e in tale periodo considerò i suoi colleghi diplomatici come "ignoranti e ipocriti".
Quando nel 1967 Badawi abbandonò l'Egitto di Nasser per insegnare alla Sorbona, egli descrisse tale atto come una fuga dalla "grande prigione". La cattedra di Badawi in Libia, detenuta dal 1967 al 1973, ebbe fine allorché Muammar Gheddafi visitò l'università e restò imbarazzato di essere ricevuto dai suoi studenti che discutevano sulla libertà di espressione . Gheddafi fece arrestare Badawi e bruciare pubblicamente la sua biblioteca personale. Il suo rilascio fu ottenuto dopo 17 giorni da Anwar Sadat.
Dal 1975 al 1982 Badawi insegnò all'Università del Kuwait.